# Calle 157 (línea de la Séptima Avenida–Broadway)
Calle 157 es una estación en la línea de la Séptima Avenida-Broadway del Metro de Nueva York. La estación se encuentra localizada en Washington Heights, Manhattan entre Broadway y la Calle 157, y es servida las 24 horas por los trenes del servicio 1.

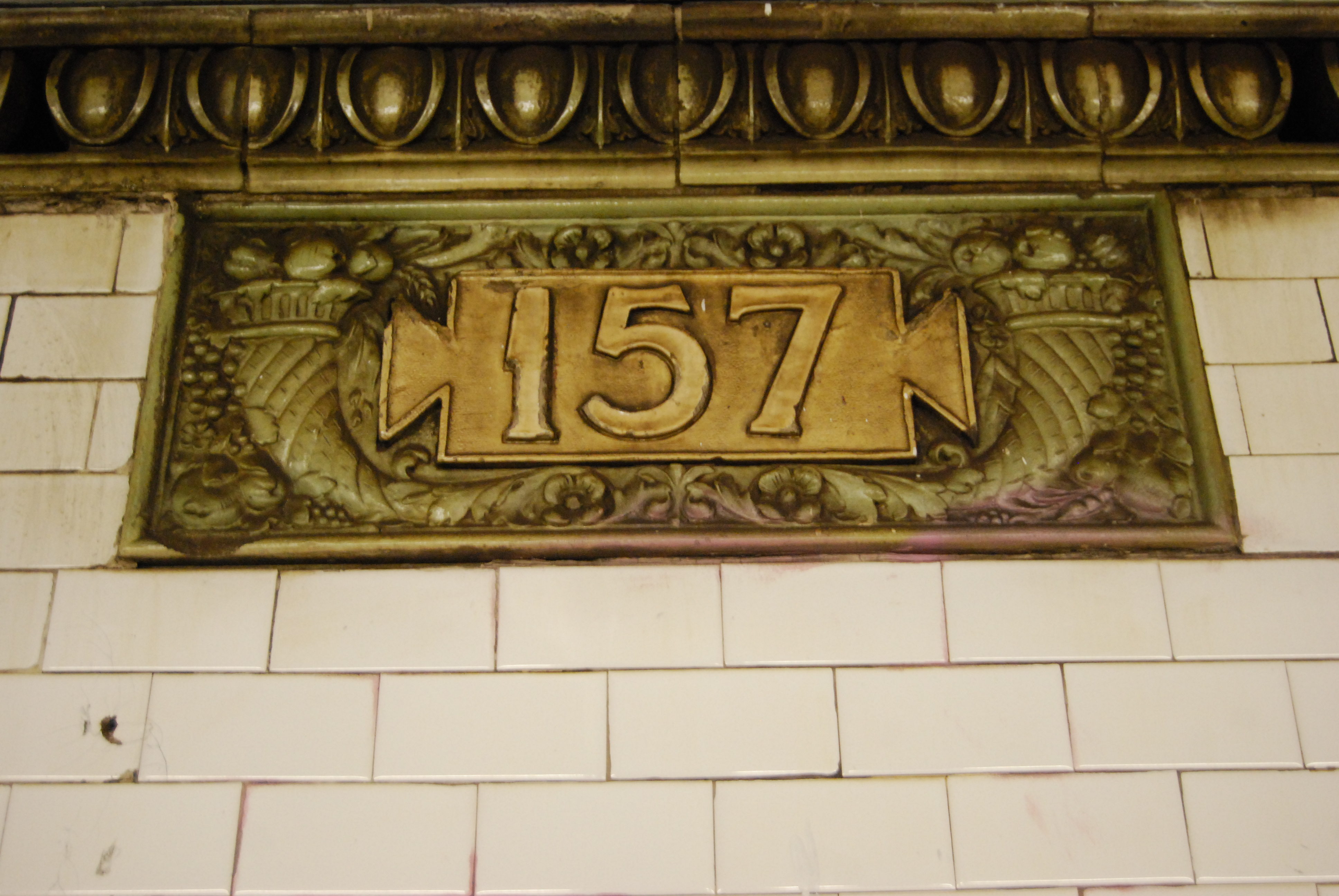
Cerámica con el nombre de la estación.